# Yvan Attal
Yvan Attal (Tel Aviv, Israel, 4 de enero de 1965) es un actor y director de cine de origen israelí y nacionalizado francés.

## Vida y carrera
De familia judía, Attal nació en Tel Aviv de padres franco-tunecinos, aunque creció en las afueras de París. Su debut como actor se produjo en una película de Éric Rochant, Un monde sans pitié (1989), en la que ganó un premio César como actor más prometedor. Su primer largometraje como director fue Ma femme est une actrice (2001), protagonizada por Charlotte Gainsbourg, su pareja en la vida real.
Dirigió varios capítulos de la película coral New York, I Love You.[cita requerida]
Actuó en superproducciones como La intérprete o Anthony Zimmer, y en Rush Hour 3 interpretó a un taxista francés.[cita requerida]

## Vida personal
Attal es pareja de la actriz y cantante francesa Charlotte Gainsbourg, a la que conoció en 1991 durante el rodaje de la película Aux yeux du monde. Attal pidió públicamente matrimonio a Charlotte Gainsbourg en junio de 2013, durante una ceremonia en la que recibió la Orden Nacional del Mérito.
Attal tiene tres hijos con Gainsbourg: Ben (1997), Alice (2002) y Joe (2011).

## Filmografía
| Año  | Película                        | Personaje               | Director                      | Notas                                                                                 |
| ---- | ------------------------------- | ----------------------- | ----------------------------- | ------------------------------------------------------------------------------------- |
| 1989 | Un monde sans pitié             | Halpern                 | Éric Rochant                  | César Award for Most Promising Actor Acteurs à l'Écran – Michel Simon's Award         |
| 1991 | Cauchemar Blanc                 |                         | Mathieu Kassovitz             | Cortometraje                                                                          |
| 1991 | Mauvais fille                   | Vincent                 | Régis Franc                   |                                                                                       |
| 1991 | Aux yeux du monde               | Bruno Fournier          | Éric Rochant                  |                                                                                       |
| 1992 | Amoureuse                       | Paul                    | Jacques Doillon               |                                                                                       |
| 1992 | Love After Love                 | Romain                  | Diane Kurys                   |                                                                                       |
| 1994 | The Patriots                    | Ariel Brenner           | Éric Rochant                  |                                                                                       |
| 1996 | Delphine 1, Yvan 0              | un hombre               | Dominique Farrugia            |                                                                                       |
| 1996 | Portraits chinois               | Yves                    | Martine Dugowson              |                                                                                       |
| 1996 | Love, etc.                      | Benoît                  | Marion Vernoux                |                                                                                       |
| 1997 | I Got a Woman (cortometraje)    | Arnaud                  | Yvan Attal                    | Alpe d'Huez International Comedy Film Festival – Mejor cortometraje                   |
| 1997 | Saraka bô                       | Taïeb                   | Denis Amar                    |                                                                                       |
| 1998 | Alissa                          | Luc Kaufmann            | Didier Goldschmidt            |                                                                                       |
| 1998 | Cantique de la racaille         | Gaston                  | Vincent Ravalec               |                                                                                       |
| 1999 | Mes amis                        | Eric                    | Michel Hazanavicius           |                                                                                       |
| 1999 | With or Without You             | Benoit                  | Michael Winterbottom          |                                                                                       |
| 1999 | The Criminal                    | Mason                   | Julian Simpson                |                                                                                       |
| 2000 | Le prof                         | Hippolyte               | Alexandre Jardin              |                                                                                       |
| 2001 | My Wife Is an Actress           | Yvan                    | Yvan Attal                    | Cabourg Romantic Film Festival – Best Director Nominated – César Award for Best Debut |
| 2002 | And Now... Ladies and Gentlemen | David                   | Claude Lelouch                |                                                                                       |
| 2002 | At Dawning (cortometraje)       | Falling Man             | Martin Jones                  |                                                                                       |
| 2003 | It's Easier for a Camel...      | Hombre en el parque     | Valeria Bruni Tedeschi        |                                                                                       |
| 2003 | Bon Voyage                      | Raoul                   | Jean-Paul Rappeneau           | Nominated – César Award for Best Supporting Actor                                     |
| 2004 | Happily Ever After              | Vincent                 | Yvan Attal                    |                                                                                       |
| 2004 | Un petit jeu sans conséquence   | Bruno                   | Bernard Rapp                  |                                                                                       |
| 2005 | The Interpreter                 | Philippe                | Sydney Pollack                |                                                                                       |
| 2005 | Anthony Zimmer                  | François Taillandier    | Jérôme Salle                  |                                                                                       |
| 2005 | Somewhere (cortometraje)        | Simon                   | Emmanuel Murat                |                                                                                       |
| 2005 | Munich                          | Tony (amigo de Andreas) | Steven Spielberg              |                                                                                       |
| 2006 | The Serpent                     | Vincent Mandel          | Eric Barbier                  |                                                                                       |
| 2007 | Le candidat                     | Michel Dedieu           | Niels Arestrup                |                                                                                       |
| 2007 | Rush Hour 3                     | George                  | Brett Ratner                  |                                                                                       |
| 2008 | La traque (telefilm)            | Serge Klarsfeld         | Laurent Jaoui                 |                                                                                       |
| 2008 | Orange Juice (cortometraje)     | Philippe                | Ronan Moucheboeuf             |                                                                                       |
| 2009 | Je suis venu pour elle          | Max                     | Ivan Taieb                    |                                                                                       |
| 2009 | The Ball of the Actresses       | Él mismo                | Maïwenn                       |                                                                                       |
| 2009 | Leaving                         | Samuel                  | Catherine Corsini             |                                                                                       |
| 2009 | Les regrets                     | Mathieu Liévin          | Cédric Kahn                   |                                                                                       |
| 2009 | Rapt                            | Stanislas Graff         | Lucas Belvaux                 | Nominated – César Award for Best Actor                                                |
| 2011 | Dans la tourmente               | Max                     | Christophe Ruggia             |                                                                                       |
| 2011 | R.I.F.                          | Stephane Monnereau      | Franck Mancuso                |                                                                                       |
| 2012 | One Night                       | Pierre Morvand          | Lucas Belvaux                 |                                                                                       |
| 2012 | Do Not Disturb                  | Ben Azuelos             | Yvan Attal                    |                                                                                       |
| 2013 | Delicate Gravity (cortometraje) | Paul                    | Philippe Andre                | Palm Springs International ShortFest – Best of Festival Award                         |
| 2014 | Le Dernier Diamant              | Simon Carrera           | Éric Barbier                  |                                                                                       |
| 2014 | Son épouse                      | Joseph de Rosa          | Michel Spinosa                |                                                                                       |
| 2016 | En moi                          | el director             | Laetitia Casta                | Cortometraje                                                                          |
| 2016 | The Jews                        | Yvan                    | Yvan Attal                    | También director y guionista                                                          |
| 2016 | Heaven Will Wait                |                         | Marie-Castille Mention-Schaar |                                                                                       |
| 2017 | Raid dingue                     | Viktor                  | Dany Boon                     |                                                                                       |
| 2017 | Rock'n Roll (Cosas de la edad)  | Yvan Attal              | Guillaume Canet               |                                                                                       |
| 2022 | Maestro(s)                      | Denis Dumar             | Bruno Chiche                  |                                                                                       |

## Doblaje
(Idioma francés)
- Tom Cruise :
  - Doctor William 'Bill' Harford : Eyes Wide Shut
  - Ethan Caza : Misión Imposible 2
  - David Aames : Vanilla Sky
  - John Anderton : Minority Report
- James McAvoy :
  - Max : Penelope